# 王晓红 (1969年1月)
王晓红（1969年1月—），辽宁朝阳人，汉族，中国民主促进会会员。中华人民共和国政治人物、第十三届全国人民代表大会内蒙古自治区代表。

## 生平
2018年，王晓红被选为内蒙古自治区出席第十三届全国人民代表大会代表。